# I Call Your Name
Az I Call Your Name a svéd Roxette 1988. január 20-án megjelent 4. és egyben utolsó kimásolt kislemeze debütáló Pearls of Passion című albumukról. A kislemez B. oldalán szerepel az albumról a "Surrender" című dal, valamint a 12"-es vinyl változaton a Soul Deep című dal remix változata, mely a Dance Passion című remix albumukon is szerepel. A kislemezt Belgiumban, Franciaországban, Luxemburgban, és Hollandiában jelentették meg. A dalhoz készült videoklipet Jeroen Kamphoff rendezte.
A dalból többféle verzió létezik. Az 1988-as single remix, melyet Frank Mono készített, az eredeti album változattól abban különbözik, hogy rock orientáltabb, erősebb a gitár és a dob hangzása. A dal album verziója helyet kapott az 1992-es Church of Your Heart című kislemez B. oldalán. Amikor a Pearls of Passion albumot 1997-ben újra kiadták, a dal új változatát promóciós kislemezként jelentették meg Spanyolországban. A dal a 25. helyig jutott a spanyol kislemezlistán.

## Megjelenések
Zene és szöveg Per Gessle.
- 7"  Németország EMI 1363007[2]

1. "I Call Your Name" (Frank Mono Mix) – 3:21
2. "Surrender" – 4:21

- 12"  Németország EMI 1363007)[3]

1. "I Call Your Name" (Frank Mono 12" Remix) – 5:52
2. "Surrender" – 4:21
3. "Soul Deep" (Extended Mix) – 5:17

## Slágerlista
| Slágerlista (1997)            | Legjobb helyezés |
| ----------------------------- | ---------------- |
| Spanish Airplay Chart (AFYVE) | 25               |